# Canton d'Aiguilles
Le canton d'Aiguilles est une ancienne division administrative française située dans le département des Hautes-Alpes et la région Provence-Alpes-Côte d'Azur.

## Géographie

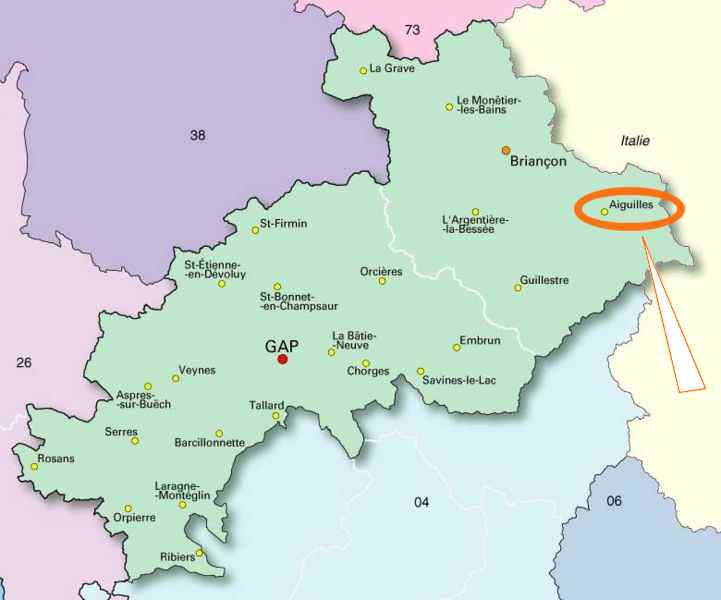
Localisation d'Aiguilles dans le département

Ce canton était organisé autour d'Aiguilles dans l'arrondissement de Briançon. Son altitude variait de 1 138 m (Arvieux) à 3 305 m (Abriès) pour une altitude moyenne de 1 599 m.

## Histoire
Le canton a disparu après les élections départementales de 2015, à la suite du redécoupage des cantons du département. Celui-ci a fusionné avec celui de Guillestre.

## Représentation

### Conseillers généraux de 1833 à 2015
| Période | Période          | Identité                    | Étiquette             | Qualité |
| ------- | ---------------- | --------------------------- | --------------------- | --- |
| 1833    | 1833 (démission) | Pascal Joseph Faure         | Gauche dynastique     | Avocat Député (1831-1837, 1848-1851, 1852-1863) Elu également dans le Canton de Tallard, dans le Canton de Gap et dans le Canton de Saint-Firmin  |
| 1833    | 1833             | Honoré Bucelle              |                       | Juge au Tribunal de Gap Elu également dans le Canton de Tallard                                                                                   |
| 1833    | 1847             | Joseph Augustin Œuf         |                       | Médecin à Gap |
| 1847    | 1848             | Simon Audier (1787-1859)    |                       | Propriétaire, rentier, conseiller d'arrondissement Juge suppléant au Tribunal de Briançon                                                         |
| 1848    | 1852             | Louis Œuf (fils de J.A.Œuf) |                       | Vérificateur de l'enregistrement puis conservateur des hypothèques                                                                                |
| 1852    | 1877             | Joseph Œuf                  |                       | Docteur-médecin à Gap |
| 1877    | 1891 (décès)     | François Rozan (1823-1891)  |                       | Médecin militaire à l'hôpital du Gros-Caillou, à Paris Retraité à Château-Ville-Vieille                                                           |
| 1891    | 1898 (décès)     | Marius Toy-Riont            | Républicain           | Négociant à Marseille, propriétaire à Abriès |
| 1898    | 1907             | Antoine Gorlier             | Républicain           | Maire d'Aiguilles |
| 1907    | 1919             | Charles Bonnet              | SFIO                  | Docteur en médecine à Château-Queyras |
| 1919    | 1940             | Maurice Toy-Riont           | RG                    | Industriel à Abriès Député (1910-1914) Sénateur (1930-1945) Nommé conseiller départemental en 1942 Président du Conseil départemental (1942-1945) |
|         |                  |                             |                       | |
| 1945    | 1949             | Lucien Guérin               | UDSR                  | Président de la Fraternelle des Hautes-Alpes à Paris                                                                                              |
| 1949    | 1961             | Joseph Nel                  | DVD                   | Ingénieur - Maire de Château-Ville-Vieille |
| 1961    | 1992             | Louis Blanc-Chabrand        | UNR puis UDR puis RPR | Maire d'Arvieux (1959-1977) |
| 1992    | 2004             | Pierre Eyméoud              | DVD                   | Chef d'entreprise Maire de Vars (1989-2014) |
| 2004    | 2011             | Jean-Claude Catala          | DVG puis PRG          | Agent immobilier Conseiller municipal de Molines-en-Queyras                                                                                       |
| 2011    | 2015             | Jean-Louis Poncet           | DVD                   | Commerçant Maire de Château-Ville-Vieille |

### Conseillers d'arrondissement (de 1833 à 1940)
Le canton d'Aiguilles avait deux conseillers d'arrondissement.
| Période                                  | Période      | Identité                                   | Étiquette          | Qualité |
| ---------------------------------------- | ------------ | ------------------------------------------ | ------------------ | --- |
| 1833                                     | 1836         | M. Martin                                  |                    | Propriétaire à Molines                                                                                      |
| 1833                                     | 1842         | Adolphe Balthazard Arduin ainé (1804-1863) |                    | Négociant et banquier à Briançon                                                                            |
| 1836                                     | 1848         | Simon Audier                               |                    | Avoué à Briançon                                                                                            |
| 1842                                     | 1847         | Simon Puy (1791-1886)                      |                    | Notaire, juge de paix à Château-Ville-Vieille                                                               |
|                                          |              |                                            |                    | |
| 1892                                     | 1904         | Simon Puy (petit-fils, 1848-1920)          | Républicain modéré | Notaire, maire de Château-Ville-Vieille                                                                     |
|                                          |              |                                            |                    | |
| 1898                                     |              | M. Bonnet                                  |                    | Médecin |
|                                          |              |                                            |                    | |
| 1919                                     | 1940         | Pierre Eyméoud                             | URD                | Notaire et greffier, suppléant du juge de paix à Aiguilles, maire de Château-Queyras                        |
| 1919                                     | 1937 (décès) | Jacques Simond                             | URD                | Propriétaire, maire d'Arvieux                                                                               |
| 1937                                     | 1940         | Paul Loiseau                               | Radical            | Maire d'Aiguilles                                                                                           |
| 1940                                     |              |                                            |                    | Les conseils d'arrondissement ont été suspendus par la loi du 12 octobre 1940 et n'ont jamais été réactivés |
| Les données manquantes sont à compléter. |              |                                            |                    | |

## Composition
Le canton d'Aiguilles regroupait sept communes :
| Nom                   | Code Insee | Intercommunalité                 | Superficie (km2) | Population (dernière pop. légale) | Densité (hab./km2) |
| --------------------- | ---------- | -------------------------------- | ---------------- | --------------------------------- | ------------------ |
| Aiguilles (chef-lieu) | 05003      | CC du Guillestrois et du Queyras | 40,16            | 434 (2014)                        | 11                 |
| Abriès                | 05001      | CC du Guillestrois et du Queyras | 77,13            | 311 (2014)                        | 4                  |
| Arvieux               | 05007      | CC du Guillestrois et du Queyras | 72,62            | 366 (2014)                        | 5                  |
| Château-Ville-Vieille | 05038      | CC du Guillestrois et du Queyras | 66,90            | 338 (2014)                        | 5,1                |
| Molines-en-Queyras    | 05077      | CC du Guillestrois et du Queyras | 53,62            | 307 (2014)                        | 5,7                |
| Ristolas              | 05120      | CC du Guillestrois et du Queyras | 82,18            | 68 (2014)                         | 0,83               |
| Saint-Véran           | 05157      | CC du Guillestrois et du Queyras | 44,75            | 249 (2014)                        | 5,6                |

## Démographie
| 1962  | 1968  | 1975  | 1982  | 1990  | 1999  | 2006  | 2011  | 2012  |
| ----- | ----- | ----- | ----- | ----- | ----- | ----- | ----- | ----- |
| 1 735 | 1 674 | 1 677 | 1 902 | 1 948 | 2 138 | 2 153 | 2 101 | 2 145 |